# استیو سمسون
استیو سمسون (انگلیسی: Steve Sampson؛ زادهٔ ۱۹ ژانویهٔ ۱۹۵۷) یک بازیکن فوتبال اهل ایالات متحده آمریکا است.